# Organización de Combate Judía
La Organización de Combate Judía (en polaco: Żydowska Organizacja Bojowa; en yidis: יידישע קאַמף אָרגאַניזאַציע‎; en hebreo: הארגון היהודי הלוחם‎), también conocida por su acrónimo polaco ŻOB, fue uno de los principales movimientos de resistencia judío en el gueto de Varsovia durante la Segunda Guerra Mundial, que fue fundamental en dirigir la Sublevación del Gueto de Varsovia (la otra organización de lucha judía en el gueto eran los combatientes de ŻZW). La organización participó en otras actividades de la resistencia, incluyendo el Levantamiento de Varsovia.

## Vástago de grupos judíos juveniles
Las semillas del ŻOB fueron plantadas el 22 de julio de 1942, cuando los nazis publicaron un decreto con respecto a los judíos del gueto de Varsovia: «Todas las personas judías que viven en Varsovia, independientemente de la edad y el sexo, [serían] reasentadas (repobladas) en el Este». Así comenzaron las deportaciones masivas de los judíos, que duraron hasta el 12 de septiembre de 1942. En total deportaron a unos 300 000 judíos, muchos de ellos enviados al campo de exterminio de Treblinka. Las deportaciones y su posterior genocidio disminuyeron la comunidad judía de Varsovia (que originalmente estaba conformada por 500 000 individuos y era una de las más prósperas de Polonia) a 55 000-60 000 habitantes.
Los grupos juveniles hebreos, el principal instrumento en la formación del ŻOB, habían anticipado las intenciones alemanas del Tercer Reich de aniquilar a los judíos del gueto de Varsovia y comenzaron a cambiar su posición de un foco educativo y cultural, a la autodefensa y a la lucha armada eventual.
La más vieja generación creyó ingenuamente lo que decían los informes alemanes (cuyos eufemismos ocultaban la intención del exterminio), en cambio los grupos de la juventud tomaron estos informes seriamente y no tenían ninguna ilusión sobre las intenciones verdaderas de los nazis. Un documento, publicado tres meses antes del comienzo de las deportaciones, por la agrupación Hashomer Hatzair declaró: «Sabemos que el sistema de Hitler del asesinato, la matanza y el robo conduce constantemente a un callejón sin salida y a la destrucción total de los judíos».
A causa de su capacidad de ver la situación objetivamente, un número importante de los grupos de juventud de izquierda sionista, como Hashomer Hatzair, propuso la creación de una organización de defensa propia en una reunión de Varsovia con líderes judíos en marzo de 1942. La oferta fue rechazada en principio por el Bund (movimiento judío comunista no-sionista) que creyó que una organización de lucha fallaría sin la ayuda de los grupos de la resistencia polaca que rechazaban proporcionar cualquier ayuda a tal organización. Los otros dirigentes del Judeenrat (consejo de dirigentes judíos) rechazaron la noción de resistencia armada argumentando que no había ninguna prueba de una amenaza de deportación. Además ellos indicaron que cualquier resistencia armada provocaría a los nazis a tomar represalias colectivas contra la comunidad judía.

## Formación
Las facciones políticas subterráneas se reunieron secretamente el 23 de julio de 1942, pero no pudieron alcanzar un consenso. El 28 de julio de 1942, representantes de las organizaciones sionistas Hashomer Hatzair, Habonim Dror y Bnei Akiva se reunieron por separado de los partidos políticos y establecieron el ŻOB. Icchak Cukierman, uno de los líderes del ŻOB, describió las condiciones que rodeaban la creación de esta organización: «En esa reunión [los grupos de la juventud] decidíamos establecer la organización de lucha judía. Apenas nosotros mismos sin los partidos [políticos] ni el apoyo del Judenraat».
Los representantes del ŻOB fueron enviados al lado «ario» de Varsovia, en un esfuerzo de procurar los lazos y de establecer conexiones con los grupos polacos de la resistencia antifascista como el Armia  Krajowa (AK), que pudo ayudar en la lucha armada judía. Con pocas excepciones, el ŻOB por el momento no podía asegurar conseguirse cualquier arma de fuego y los grupos de polacos eran renuentes a perder sus pequeños recursos que tenían dándolos a los judíos inexperimentados. El General Rowecki, comandante del AK, divulgó lo siguiente: «Los judíos de todas las clases de grupos… están pidiendo ayuda a nosotros como si nuestros depósitos estuvieran llenos». La cuestión de la ayuda del AK al ŻOB no fue más a fondo - y no en el favor del ŻOB - por el hecho de que el ŻOB era un grupo izquierdista, con muchas condolencias a la Unión Soviética. El AK creyó que la Unión Soviética y los grupos comunistas eran sus obstáculos y los enemigos siguientes de la independencia polaca después de los nazis, así que la orientación izquierdista de los grupos constitutivos del ŻOB lastimaron su causa a los ojos de mucha gente del AK.
El ŻOB comenzó a publicar la propaganda que llamaba a que los judíos tomen las armas y no se dejen aniquilar. Una letra del ŻOB fechó cuatro meses después que el final de las deportaciones exigió a todo judío que debe ir al tren [de la deportación] para su traslado a los campos de concentración y exterminio. La letra se cerró con la resolución severa: «Ahora nuestro lema debe ser: ¡dejad a cada uno ser listo y morir como un hombre! ¡no seamos asesinados como ovejas al matadero!».
A pesar de una carencia seria de armas, el ŻOB pudo herir seriamente al jefe de la policía judía (un colaboracionista de los nazis). Los judíos que vivían en el gueto de Varsovia miraron a la policía judía, que estaba formada por judíos pero supervisada por los alemanes, con desprecio y repugnancia, tachándolos de traidores y asesinos al servicio del Nazismo. El ŻOB los consideraba  colaboradores y publicaron decretos proclamando que ejecutarían a cualquier persona que ayudara a los nazis.
Durante las deportaciones, los nazis habían tenido éxito en capturar a un número de funcionarios importantes de ŻOB, dejando a la organización en un estado caótico. La estabilización vino cuando otros grupos de la juventud sionista tales como Gordonia y Hanoar Hatzioni se ensamblaron al ŻOB. El acontecimiento más crítico de consolidar el ŻOB vino cuando los no-sionistas del Bund, los comunistas y un número de partidos políticos se congregaron juntos bajo la bandera de ŻOB con Mordechaj Anielewicz (el jefe anterior del Hashomer Hatzair) como nuevo líder.
El ŻOB inmediatamente intentó ejecutar a cualquier individuo que había colaborado con los nazis durante las deportaciones. Entre esos individuos estaba el Dr. Alfred Nossig, hombre venerado en la comunidad que se había convertido en un informador de los nazis. Aunque las ejecuciones fueron motivadas por la venganza, tenían el efecto secundario de silenciar a cualquier individuo que hubiera colaborado con los alemanes.

## Resistencia a la segunda deportación
El 18 de enero de 1943, los nazis comenzaron una segunda ola de deportaciones. Los primeros judíos que los alemanes enviaron incluyeron un número de combatientes de ŻOB que se habían arrastrado intencionalmente en la columna de deportados. Conducido por Mordechaj Anielewicz esperaron la señal apropiada, después caminaron en la formación y lucharon contra los nazis a punta de pistolas. La columna se dispersó y las noticias de la acción del ŻOB se propagó rápidamente a través del gueto. Durante esta deportación pequeña, los nazis deportaron solamente a cerca de 5000 a 6000 judíos aproximadamente, que posteriormente terminaron asesinados.
Las deportaciones duraron cuatro días durante los cuales los alemanes resolvieron otros actos de la resistencia del ŻOB. Cuando salieron del gueto el 22 de enero de 1943, los judíos restantes lo miraron como una victoria, no obstante, Israel Gutman, un miembro del ŻOB que se convirtió posteriormente en uno de los autores principales de la Varsovia judía escribió: «no [era] sabido por parte de la mayoría de los judíos que los alemanes se habían propuesto liquidar el gueto entero por medio de las deportaciones de enero». Sin embargo, Gutman concluye que «las deportaciones [de enero]… tenían una influencia decisiva en los meses pasados del gueto».

## Deportación final y sublevación
Hasta ese momento la popularidad de los movimientos juveniles en el gueto no era demasiado grande, ya que la gente en general confiaba en los ancianos dirigentes del Judenrat. Sin embargo, cuando a mediados de 1942 el líder del consejo Adam Czerniaków se suicidó (por negarse a entregar una lista a los nazis que contenía los miles de nombres de los niños que debían ser deportados y masacrados), los judíos de Varsovia perdieron toda esperanza, por lo que inevitablemente lograron descubrir en las organizaciones juveniles, como el ŻOB y el ŻZW, un nuevo modo de actuar frente al genocidio: la rebelión armada.
La deportación final comenzó por la víspera del Pésaj, el 19 de abril de 1943. Las calles del gueto estaban vacías; la mayor parte de los 30 000 judíos restantes se ocultaban en búnkeres cuidadosamente preparados incluyendo a sus jefaturas situadas en Ulica Mila 18, muchos de los cuales no tenían electricidad y agua corriente, no obstante no ofrecían ninguna ruta del escape.
Cuando los soldados alemanes marcharon en el gueto, recibieron una feroz resistencia armada de los combatientes que atacaban desde las ventanas abiertas en apartamentos desocupados. Los defensores de la guerra de guerrillas utilizada en el gueto tenían la ventaja estratégica, no solo de la sorpresa, sino también de poder mirar abajo de sus enemigos. Esta ventaja fue perdida cuando los alemanes comenzaron sistemáticamente a quemar todos los edificios del gueto, lo cual forzaba a los combatientes a salir de sus posiciones y buscar refugio en los búnkeres subterráneos. Los fuegos de arriba consumieron mucho del oxígeno disponible bajo tierra, convirtiendo a los búnkeres en trampas de la muerte que sofocaban a los que en ellos luchaban. Una a una las posiciones de la resistencia fueron cayendo sin que los judíos dejaran de combatir hasta el último hombre. Mordechaj Anielewicz, el último combatiente, quien pensó por un momento en escapar, decidió quedarse con sus compañeros hasta morir en el búnker Mila 18. Los nazis tardaron dos semanas en sofocar la sublevación, el mismo tiempo que les llevó ocupar toda Polonia hacía casi cuatro años.
Para el 16 de mayo de 1943, el general nazi Jürgen Stroop, que había estado a cargo de la deportación final, declaró oficialmente lo que él llamó el Grossaktion (el final de la rebelión judía). Para celebrar lo realizado hizo volar la gran sinagoga de Varsovia. El gueto fue destruido y la sublevación fue suprimida.

## Epílogo
Incluso después de la destrucción del gueto, una pequeña cantidad de judíos podía todavía ser encontrada en las búnkeres subterráneos, en ambos lados de la pared del gueto. De hecho, durante los meses posteriores, unos 20 000 judíos huyeron al lado ario. Algunos judíos que escaparon a la destrucción final del gueto, incluyendo los miembros y los líderes Kazik Ratajzer, Zivia Lubetkin, Icchak Cukierman y Marek Edelman del grupo de la juventud, participaron en la sublevación de Varsovia en 1944 contra los nazis.
Mientras que muchos miembros y líderes de los grupos de la juventud fallecieron en el gueto de Varsovia, los movimientos de juventud que ellos mismos iniciaron siguen siendo vivos y prósperos por todo el mundo. Uno puede todavía encontrar a los grupos Hashomer Hatzair y Habonim Dror de la juventud izquierdista sionista en países como la Argentina, Australia, Chile, Estados Unidos, Israel, Italia, México, Reino Unido, Sudáfrica y Uruguay, recordando siempre la valentía de aquellos rebeldes. El grupo derechista Betar de la juventud (que había participado en la rebelión del gueto con el ŻZW) goza también de una gran fama en el pueblo judío, especialmente en Europa occidental y los Estados Unidos, mientras que Bnei Akiva es el movimiento de juventud sionista religiosa más grande del mundo, con otras ramas en muchos países.

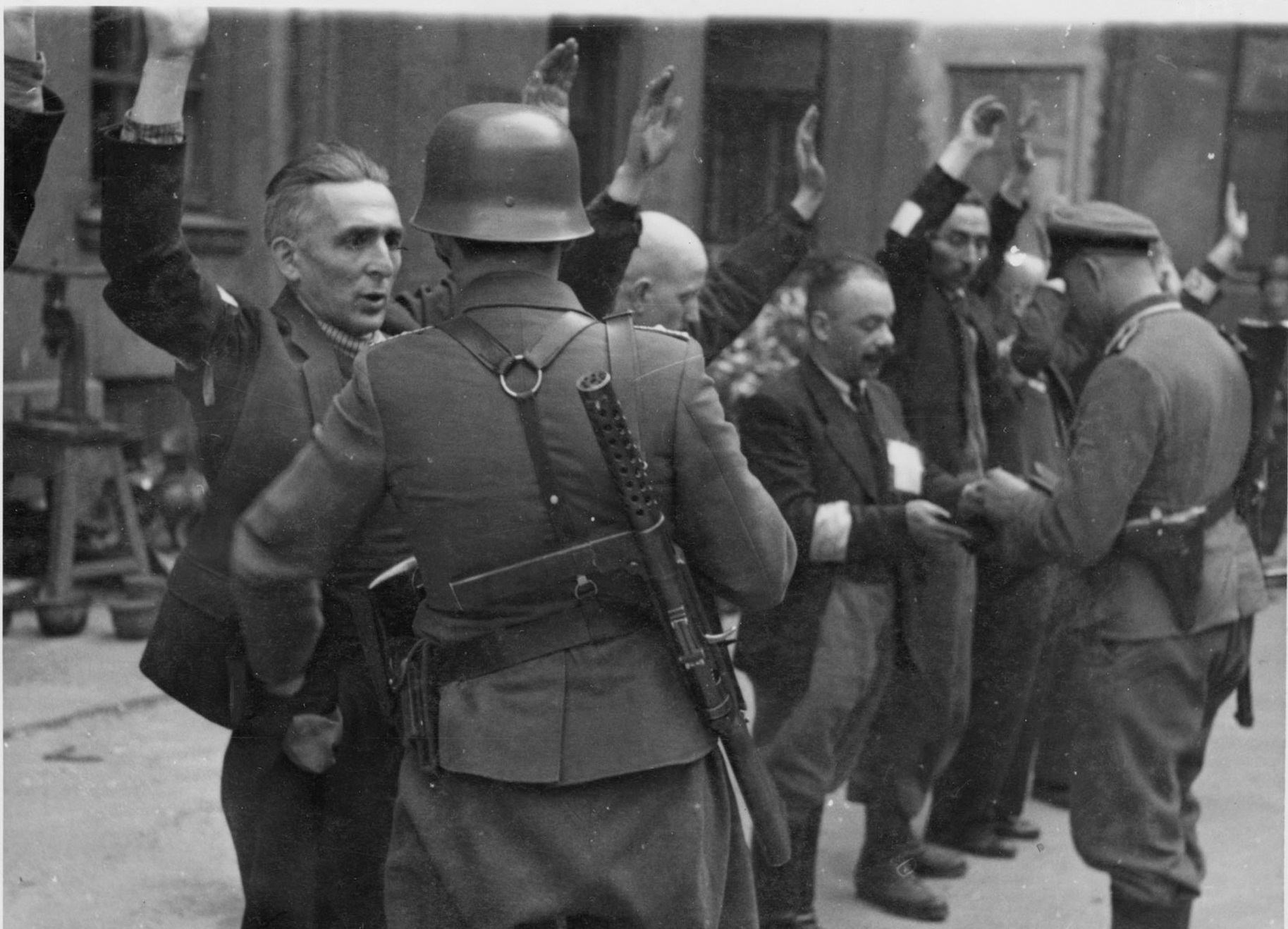
Insurgentes siendo arrestados durante la sublevación del gueto de Varsovia
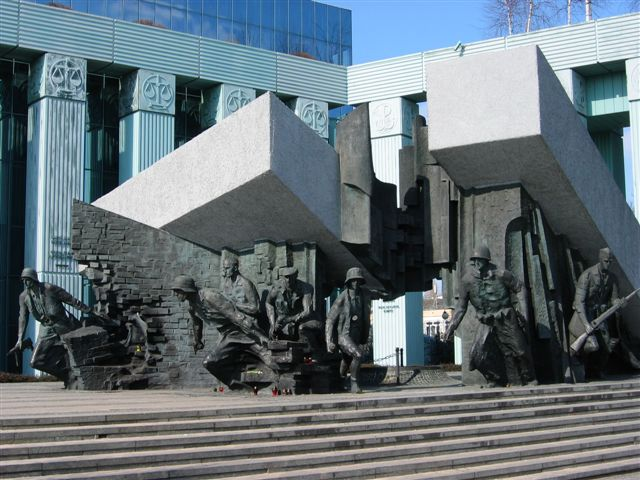
Monumento a los héroes del levantamiento de Varsovia
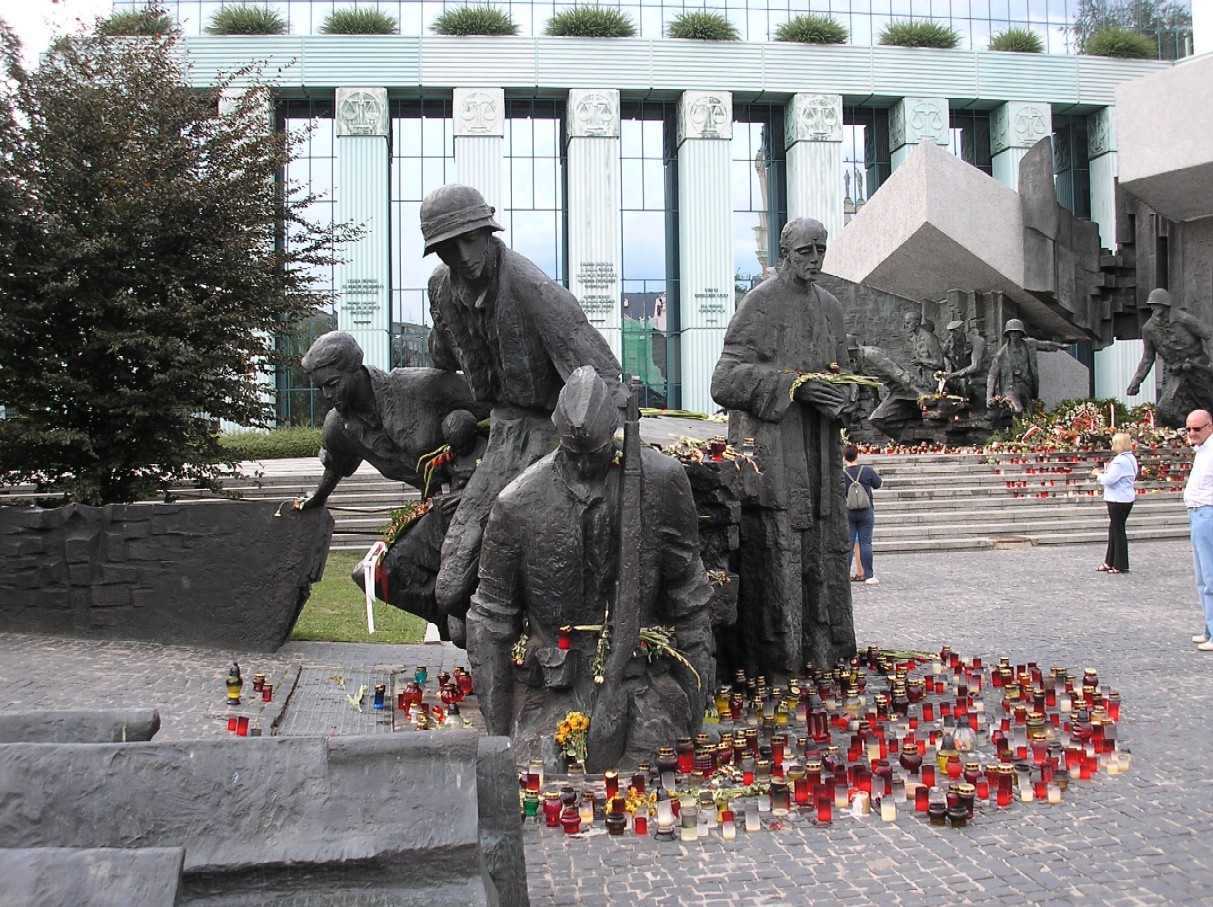
El mismo monumento, en una vista cerca
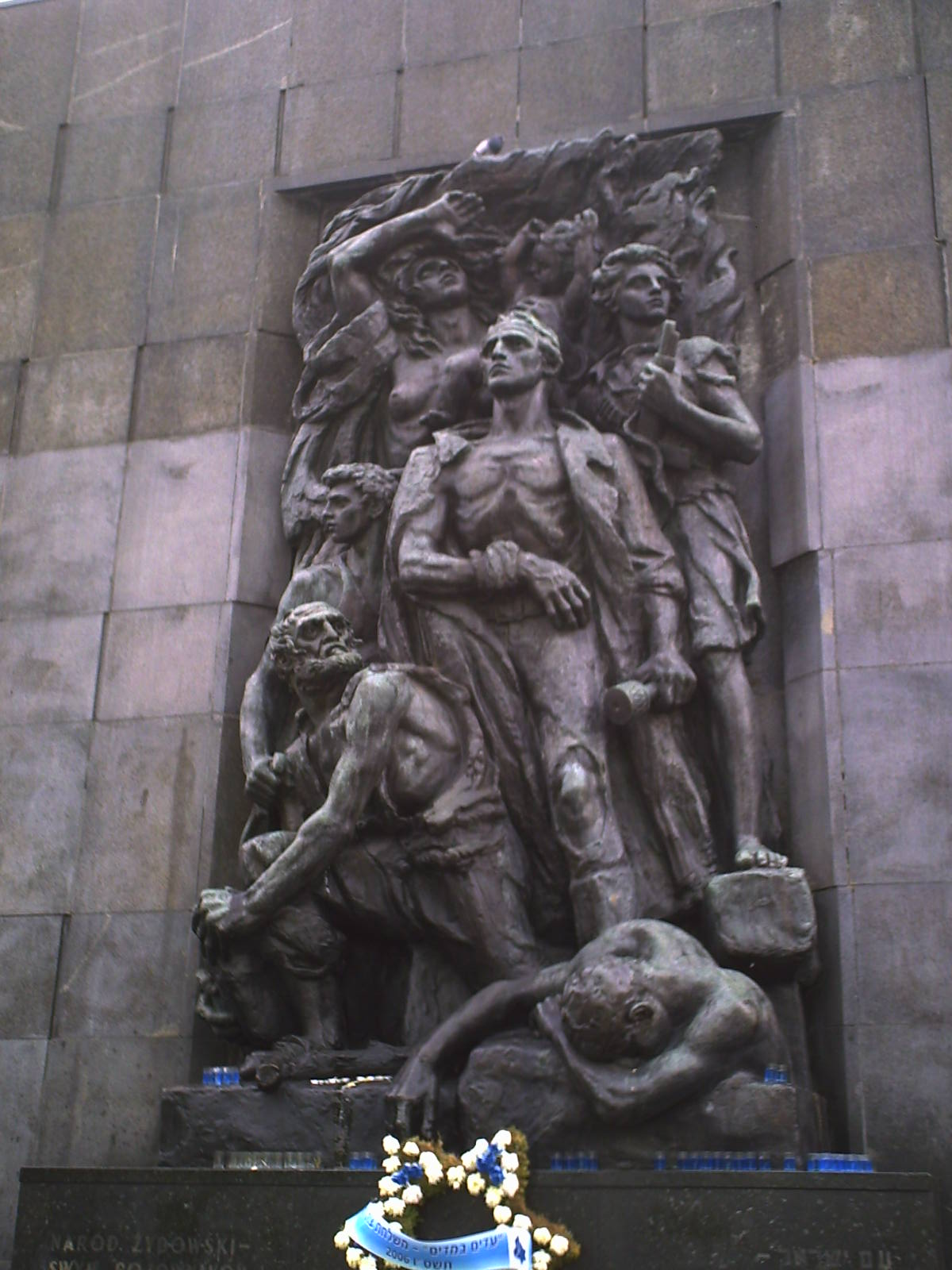
Monumento a la sublevación del gueto de Varsovia.